# Drömsemester

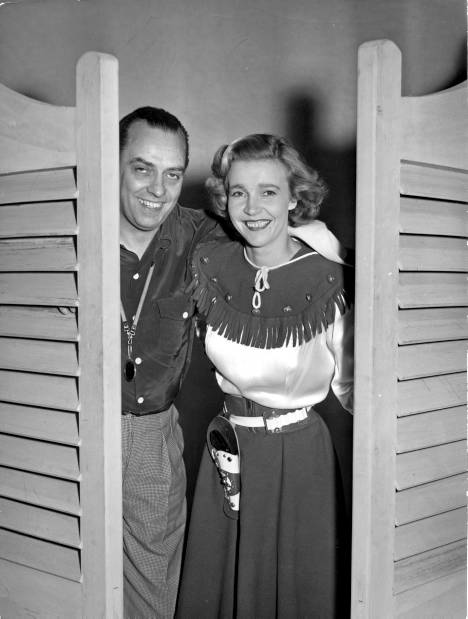
Alice Babs avec le réalisateur du film Gösta Bernhard.

Drömsemester est un film suédois réalisé par Gösta Bernhard et sorti en 1952. 

## Fiche technique
- Réalisation : Gösta Bernhard
- Scénario : Eric Sandström
- Photographie : Hilmer Ekdahl
- Musique : Harry Arnold (Harry Persson)[1]
- Montage : Wic Kjellin
- Format : 35 mm, Noir et blanc[2]
- Durée : 86 minutes
- Date de sortie : 3 octobre 1952

## Distribution
- Dirch Passer : Mogens Jensen
- Stig Järrel : Porter / Police / Newspaper editor / Landlady / Customs officer / Gipsy / Gentleman
- Alice Babs : Alice Babs
- Svend Asmussen
- Staffan Broms
- Traverse Crawford : The Delta Rhythm Boys
- Rene DeKnight : The Delta Rhythm Boys
- Lee Gaines : The Delta Rhythm Boys
- Clifford Holland : The Delta Rhythm Boys
- Sigrid Horne-Rasmussen : Lady (in "En bröllopsnatt")
- Carl Jones : The Delta Rhythm Boys
- Uno Larsson : Cowboy at Vilda Västernsaloon
- John Melin : Scen guard
- Sten Meurk : Bride (in "En bröllopsnatt")
- Ulrik Neumann : Variety show artist
- Nils Ivar Sjöblom : le mari d'Alice Babs